# Rynica

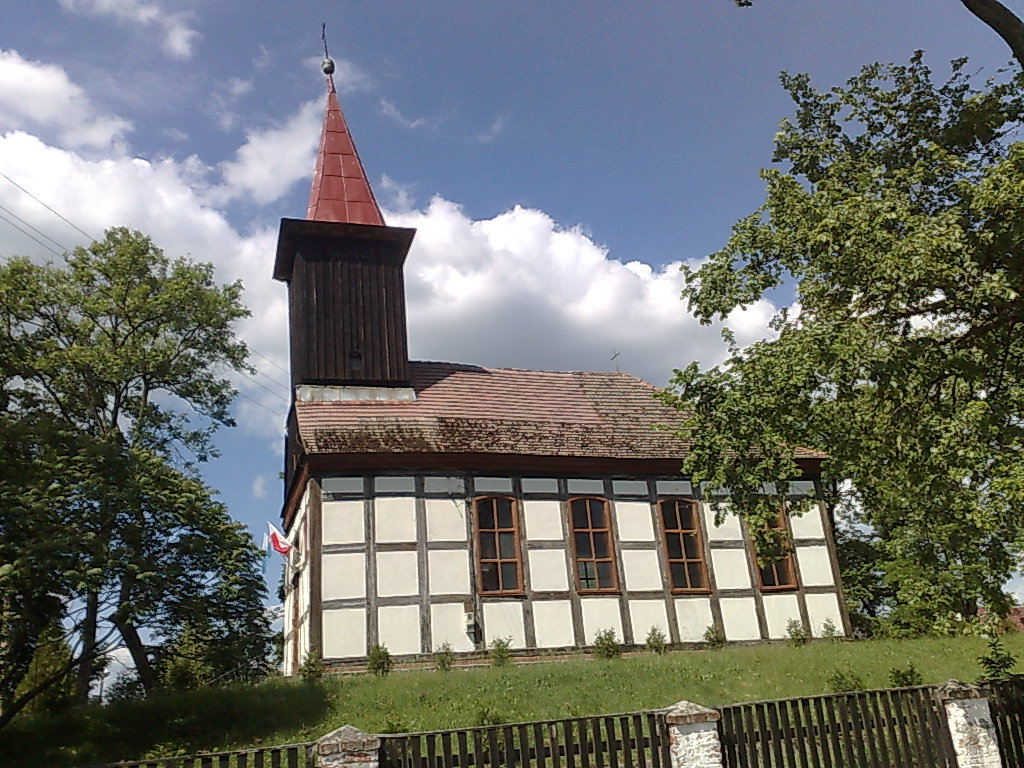
Dawny kościół ewangelicki, obecnie rzym.-kat. pw. Narodzenia NMP, XVIII

Rynica (niem. Roderbeck) – wieś w Polsce położona w województwie zachodniopomorskim, w powiecie gryfińskim, w gminie Widuchowa.
31 grudnia 2008 r. wieś miała 220 mieszkańców.
We wsi rośnie pomnikowy dąb, o obwodzie pnia 734 cm i wysokości 24,5 m (w 2015).

## Zabytki
- Kościół ryglowy z XVIII w.
- Park podworski[6]

W latach 1975–1998 miejscowość administracyjnie należała do województwa szczecińskiego.